# オケピ!
『オケピ!』は、日本のミュージカル。脚本・作詞・演出／三谷幸喜、作曲・編曲・音楽監督・指揮／服部隆之。2000年に初演、2003年に再演された。再演では一部キャストの変更と内容の再構成があった。

## 概略
物語の舞台はオーケストラピット（業界用語で「オケピ」）。本来は舞台の下にあるべき世界が、舞台上で描かれるという三谷幸喜らしいひねりで、ミュージカルの魅力をミュージカルの裏側から見るという仕組みになっている。
舞台上の「オケピ」の下には本物のオーケストラ伴奏を行う「オケピ」が設けられ、その二重構造が不思議な感覚をかもし出す。
舞台上のオケピは、架空の翻訳ミュージカル "BOY MEETS GIRL" 本番中の舞台下である。「ボーイがガールにミーツする」というあまり面白くない話で客席はガラガラ、そのためオケピ内の奏者が減らされ、たった13人でオーケストラの音を出しているという設定。
2000年版では2つのミュージカルの同時進行を表現するため、舞台最上部にさらに舞台を設置、オーケストラ･ピットから“BOY MEETS GIRL”の足元だけが見えているという演出で「脚」役の演技者が数人いたが、2003年版では無くなった。
2003年の東京千秋楽公演は、WOWOWで生中継された。2003年版に関してはDVD・CD作品として発売されているが、2000年版は一切の発売がされていない。2003年に一度、ミュージカルナンバーのCD化が発表されたが、直後に延期が通知され、その後の再発表はない。理由については正式発表されていない。
なおタイトルの「!」は大ヒットミュージカル「キャッツ」の字画に合わせて足されたもの。

## 公演スケジュール
2000年版
- 東京公演 2000年6月6日-7月9日 青山劇場
- 大阪公演 2000年7月14日-7月30日 大阪厚生年金会館芸術ホール

2003年版
- 東京公演 2003年3月7日-4月20日 青山劇場
- 名古屋公演 2003年5月1日-9日 愛知厚生年金会館
- 大阪公演 2003年5月16日-30日 フェスティバルホール

## キャスト（2000年版／2003年版）
キャラクター概略は2003年版に基づく。
- コンダクター (真田広之／白井晃)
奥さんはヴァイオリン奏者のハチコ。出会って10年、結婚して5年、別居して1ヶ月。奥さんが家を出て行ってから、キッチンの換気扇の止め方とリビングの床暖房の消し方がわからずに困っている。ハープの如月さん（2000年版は東雲さん）のことが気になっていて(本人は付き合っているつもり)、本番中に浮気の約束をする。曲のアレンジを変えて女性の気を引くのが得意技。
- ［弦楽器］
  - ヴァイオリン (戸田恵子／戸田恵子)

コンサートマスター。名前はハチコ。サバの缶詰が好物。計算が苦手で、計算していると頭がしびれてくる。ある日、｢もし彼(コンダクター)と結婚していなかったら｣とふと思い、気が付いたら家を出ていた。家を出てしばらくは付き合っていたトランペットの藤堂君の家にいたが、その後は彼と別れて、今はチェロの十勝さんの家にいる。
  - チェロ (宮地雅子／瀬戸カトリーヌ)

主婦の十勝さん。持って帰るのを忘れると翌日の子どものお弁当に支障が出る、という理由で買い物袋をオケピに持ち込む。さらに何かを買い忘れた気がして、ずっと気にしている。口の動きを見ているとイライラするため、ウサギが苦手。クリスチャン。
  - ヴィオラ (小林隆／小林隆)

名前を誰にも思い出してもらえなくて、「ヴィオラの彼」「ヴィオラの人」「もしもし」などと呼ばれている。プログラムで名前を確認しようと思えば、ミスプリントで名前が印刷されていない。本人も誰も名前で呼んでくれないことを気にしている。名前のヒントは、漢字で2文字、かなでも2文字。彼の名前は物語の最後の最後で判明する。
  - ギター (川平慈英／川平慈英)

名前は丹下くん。ハープの如月さん（東雲さん）と仲が良く、一緒にコンサートに行ったり、食事をしたり、温泉旅行に行ったりしているうちに、自分は如月さんと付き合っている、と勘違いしてしまう。如月さんに｢あなたに恋愛感情は持っていない｣などと言われても、ポジティプに考えてしまい埒が明かないため、ついには如月さんに「愛すべきお馬鹿さん」と呆れられてしまう。
  - ピアノ (小日向文世／小日向文世)

「鼻の頭がかゆい」などと言ってミスを連発するが、実はマイ・フェア・レディの初演の時（日本におけるブロードウェイミュージカルの初演でもある）からオケピにいる芸歴の長さの持ち主。複雑な譜面の時は、弾いている振りして鍵盤に触らなかったり、1音おきに弾いたりしている。具合の悪いウサギの「ショパン」をオケピに連れてくる。そのウサギが終盤に産気づいてしまい…。「誉さん」とみんなに呼ばれている。
  - ハープ (松たか子／天海祐希)

ハーピストと言うと、家が金持ちのお嬢様だと思われてしまうが、実は実家は貧乏。なんとトイレは未だに共同。上に兄が2人いるため、男友達といるほうが気が楽。そのため、男の友達が多く、友情と愛情を誤解されやすい。今回のオケピのメンバーの中ではピアノ→サックス→コンダクター→ギター→トランペットと相手をその気にさせてきた。役名は、2000年版が「東雲（しののめ）さん」、2003年版が「如月（きさらぎ）さん」。
- ［管楽器］
  - オーボエ (布施明／布施明)

堀越さん。いつも時間通りにやって来ては時間通りに帰って行く几帳面な性格。彼の席の周囲1メートルは彼のテリトリーなので他の人が入ってくることを嫌う。現在は独身だが、学生時代に一度結婚している。半年ほど前に20年ぶりに娘と再会した。彼女はこの日ミュージカルを見に来ていて、それを知ったみんなが気を利かせて第2幕のM16でオーボエの見せ場を作ったが、彼女は第2幕があることに気付かずに、第1幕の後の休憩で帰ってしまっていた。
  - トランペット (伊原剛志／寺脇康文)

藤堂さん。本業はジャズミュージシャン。しかし、不況のためミュージカルに出稼ぎに来ている。ミュージカルは急に踊ったり、急に歌ったりするので苦手。コンダクターの妻を寝取り、今は如月さんと付き合っている。悪ぶっているが、みんなの輪の中に入り損ねると、何とかして輪に加わろうとする。
  - サックス (白井晃／相島一之)

アルトサックス、テナーサックス、バリトンサックス、etc.を担当する一文字さん。さらにM17ではトランペット、ギター、ハープ、ピアノも演奏し大活躍する。ブラックホールによる宇宙の崩壊が気になっている。本番中に競馬新聞を読み、単勝でグラスハープに賭ける。
  - ファゴット (北川潤／岡田誠)

脂肪肝の持ち主で、食べることを控えている。そのため、口寂しくガムを噛んでいる。ファゴットを演奏する時はガムを口から出し、譜面台にはりつけて、演奏が終わるとまた口に戻す。本番中にものを食べると、仮死状態になるほど眠ってしまう。ちなみにラ・マンチャの初演の時は、翌日のマチネが終わるまで眠り続けた。
- ［打楽器］
  - ドラム (菊池均也／温水洋一)

本番中、脂肪肝に効く漢方薬『善滋盆(ぜんじぼん)』の契約を取り付けるのに必死。ドラムの仕事は50歳まで、と決めている。
  - パーカッション (山本耕史／小橋賢児)

エキストラとしてやって来た学生の西尾君。1幕ラストの曲の最後のシンバルのタイミングで悩んでいるが誰にも相手にしてもらえない。ミュージカルの現場に夢を持っていたが、現実を見て幻滅してしまう。
- ［BOY MEETS GIRLのキャスト］(2000年版のみ)
  - BOY (構井晃道)
  - GIRL (星原泉)
  - DOCTOR (阿左美聡)

上の舞台の我が儘主演女優『大先生』の声を担当していたのは2000年版では小林聡美、2003年版では美輪明宏。

## 本物の「オケピ」

### オーケストラメンバー（2003年版）
（※太字は、『オケピ! The Orchestra Pit 2003 cast studio recording』および『オケピ! The Orchestra Pit 2003 ライブ録音CD』での参加メンバー）
- キーボード：吉森信、飯田緑子
- ピアノ：國井雅美、荻野清子
- ベース：齋藤順、一本茂樹
- ドラム：宮地良幸
- ギター：大久保明
- パーカッション：小竹満里
- トランペット：西村浩二、奥村晶
- トロンボーン：広原正典
- ホルン：藤田乙比古、萩原顕彰
- サックス：ボブ・ザング、小藤田康弘
- フルート：高桑英世、大澤明子
- オーボエ：庄司知史、川村正明
- ハープ：田口裕子
- ヴァイオリン：城戸喜代、桐山なぎさ、寺岡有希子、大林典代、相原清乃、高橋香織
- ヴィオラ：井野邉大輔、成瀬かおり、鈴木るか、両角里香
- チェロ：菊地知也、三宅進、服部誠、増本麻理
- 指揮：服部隆之

### オーケストラ編成
- キーボード1、ピアノ1、ギター1（エレキギター、アコースティックギター、ガットギター）、ベース1（エレキベース、コントラバス）、ドラム1
- フルート1（ピッコロ、リコーダー持ち替え）、オーボエ1（イングリッシュホルン持ち替え）、サックス1（各種持ち替え、クラリネット、バスクラリネット兼任）
- ホルン1、トランペット1、トロンボーン1
- パーカッション 1名
  - ティンパニ、大太鼓、クラッシュシンバル[注 1]、サスペンデッドシンバル、チューブラベル、ビブラフォン、グロッケンシュピール、シロフォン、コンガ、ボンゴ、タンバリン、カスタネット、カバサ、トライアングル、フレクサトーン、ウィンドチャイム、ベルツリー、マラカス[注 2]、スレイベル
- ハープ１
- 弦四部（ダブルカルテット）
  - 第1ヴァイオリン2、第2ヴァイオリン2、ヴィオラ2、チェロ2

## ミュージカルナンバー

### 2000年版
- M1 オケピ! ／コンダクター、全員
- M2 彼らは、それぞれの問題を抱えて演奏する（序曲） ／全員
- M3 乾燥機はあなた次第 ／ヴァイオリン、コンダクター
- M4 くたばれ！ミュージカル ／トランペット
- M5 パーカッションの理想と現実 ／パーカッション、全員
- M6 リフレイン ／オーボエ、全員
- M7 Who Are You? ／ヴィオラ、チェロ、全員
- M8 ハーピストの理想と現実 ／ハープ、トランペット
- M9 ポジティブ・シンキング・マン ／ギター、全員
- M10 オケピ!（リプライズ）
- M11 アントラクト～俺たちはサルじゃない ／全員
- M12 オーボエ奏者の特別な一日 ／オーボエ
- M13 私を愛したすべての人へ ／ハープ
- M14 ポジティブ・シンキング・マン(リプライズ)
- M15 サバの缶詰 ／ヴァイオリン
- M16 ただひとつの歌 ／全員
- M17 オケピ!（リプライズ）

### 2003年版
- M0 オーバーチュア ／インストゥルメンタル
- M1 オケピ! ／コンダクター、全員
- M2 序曲～彼らはそれぞれの問題を抱えて演奏する ／全員
- M3 ミュージシャンのタコについての考察 ／コンダクター、ハープ
- M4 乾燥機はあなた次第 ／ヴァイオリン、コンダクター
- M5 くたばれ！ミュージカル ／トランペット
- M6 ミュージシャンのタコについての考察2 ／ギター、ハープ
- M7 パーカッションの理想と現実 ／パーカッション、全員
- M8 恋のSAPOTA ／コンダクター、ハープ、ヴァイオリン
- M9 It's My Life ／オーボエ
- M10 気になって気になって演奏どころじゃない ／サックス、ピアノ、チェロ、ドラム
- M11 Who Are You? ／ヴィオラ、チェロ、全員
- M12 ポジティブ・シンキング・マン ／ギター、全員
- M13 ハーピストの理想と現実 ／ハープ、トランペット
- M14 オケピ!(リプライズ) ／オーボエ、全員
- M15 アントラクト～俺たちはサルじゃない ／ファゴット、パーカッション、全員
- M16 オーボエ奏者の特別な一日 ／オーボエ
- M17 劇伴～サックス奏者の活躍～ ／インストゥルメンタル
- M18 私を愛したすべての人へ ／ハープ
- M19 サバの缶詰 ／ヴァイオリン
- M20 ポジティブ・シンキング・マン(リプライズ) ／ギター、全員
- M21 倍テンポのダンスナンバー ／インストゥルメンタル
- M22 ただひとつの歌 ／全員
- M23 オケピ!(カーテンコール) ／全員
- M24 EXIT MUSIC～俺たちはサルじゃない ／インストゥルメンタル

## 他の三谷作品とのつながり
- 「変わったムースが売り物のフレンチレストラン行かないか」という内容のコンダクターのセリフがあるが、このレストランとは、ドラマ『王様のレストラン』のベル・エキップのことを指している。コンダクター役の白井晃は、『王様のレストラン』にソムリエ役で出演していた。
- 2006年、『古畑任三郎FINAL』第3夜で、小日向文世演じる誉陽一という俳優が登場した。小日向のオケピ!での役名が「誉さん」である。
- 2006年の映画『THE 有頂天ホテル』で川平慈英が演じるのはウェイター 丹下。オケピ!での役名も「丹下君」。「実は2人は双子の兄弟」という裏設定がある。

## 受賞
2000年版で第45回岸田國士戯曲賞を受賞。
なお、役者への「あて書き」を旨とする三谷は、作者のあずかり知らぬところで作品が上演されるのを嫌うため、戯曲の出版は許可しないが、岸田戯曲賞受賞作品は単行本化されることが通例のため、出版が実現した（下記参照）。通常ルートで手に入る唯一の三谷戯曲であるが、三谷の意向により重版はされていない。

## 関連グッズ
- オケピ! The Orchestra Pit 2003 DVD [DVD]
- オケピ! The Orchestra Pit 2003 cast studio recording [CD]
- オケピ! The Orchestra Pit 2003 ライブ録音CD [CD]
- オケピ! The Orchestra Pit 2003 Theme Music [CD]
- オケピ! 三谷幸喜(著) ISBN 4-560-03534-2 C0074[和書]